# Weintaube
Die Weintaube oder Bleigraue Taube (Patagioenas plumbea, Syn.: Columba plumbea) ist eine Art innerhalb der Gattung der Amerikanischen Feldtauben. Es ist eine große, langschwänzige und heimlich lebende Taube mit weinrotem Gefieder, die in Wäldern der nördlichen Hälfte Südamerikas vorkommt. Es werden fünf Unterarten unterschieden.
Die Bestandssituation der Weintaube wurde 2016 in der Roten Liste gefährdeter Arten der IUCN als „Least Concern (LC)“ = „nicht gefährdet“ eingestuft.

## Merkmale
Weintauben erreichen eine Körperlänge von 34 Zentimeter und sind damit etwas größer als eine Lachtaube. Der Geschlechtsdimorphismus ist nicht sehr ausgeprägt.
Die Männchen haben einen graurosa Kopf. Der vordere Hals und die Brust bis zu Unterschwanzdecken haben den gleichen Farbton. Die Kehle ist etwas aufgehellt. Der Mantel, die Flügeldecken und die Armschwingen sind dunkelbraun. Der Rücken, der Bürzel und die Oberschwanzdecken sind kräftig dunkelbraun. Der im Verhältnis zur Körpergröße lange Schwanz hat dieselbe Färbung wie die Flügeldecken.
Die Färbung der Iris ist individuell verschieden und reicht von weißlich bis orange. Der Orbitalring ist rot-violett. Der kräftige Schnabel ist schwarz, die Füße sind rot.
Weibchen sind ähnlich gefärbt wie die Männchen, jedoch insgesamt etwas matter. Jungvögel gleichen den Weibchen, weisen an der Brust und auf den Flügeldecken jedoch rotbraune Töne auf.
Die Rufe der Weintaube unterscheiden sich nach Verbreitungsgebiet und vermutlich auch nach der Unterart.

## Verwechselungsmöglichkeiten

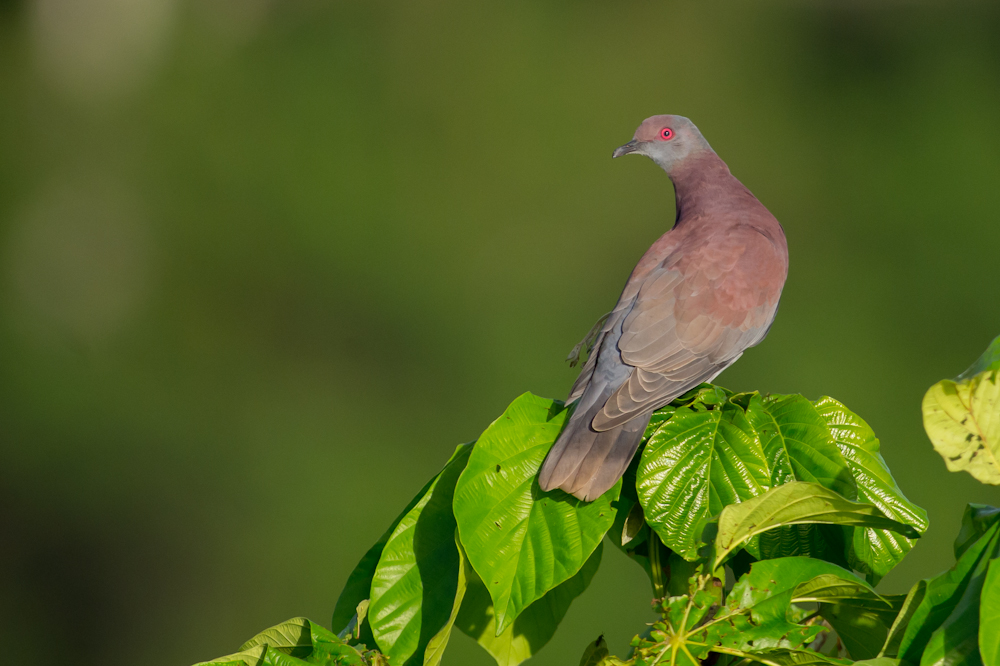
Rotrückentaube, nur an wenigen Merkmalen von der Weintaube zu unterscheiden

Verwechselungsmöglichkeiten bestehen mit einer Reihe von Taubenarten, mit deren Verbreitungsgebiet sich das der Weintaube überlappt. Ähnlichkeit bestehen mit der Purpur-, der Goodson- und der Rotrückentaube, die alle zur gleichen Gattung gehören.
Die Purpurtaube ist bei Feldbeobachtungen äußerlich kaum von der Weintaube zu unterscheiden. Die Rufe der beiden Arten unterscheiden sich jedoch auffällig. Die Goodsontaube hat gleichfalls einen artspezifischen Ruf, der sich von der der Weintaube deutlich unterscheidet. Sie ist außerdem deutlich kleiner, hat einen auffallend kürzeren Schwanz und einen kompakteren Körperbau. Die Rotrückentaube hat ein rötlicheres Gefieder. Das Brustgefieder der Rotrückentaube ist außerdem weinrot und kontrastiert auffällig mit dem helleren Bauch.

## Verbreitungsgebiet
Das Verbreitungsgebiet der Weintaube ist disjunkt. Ein Teil des Verbreitungsgebietes sind die Vorgebirge der pazifischen Bergketten von Kolumbien bis in den Nordwesten von Ecuador. Ein weiteres Verbreitungsgebiet befindet sich im Departamento del Chocó, Kolumbien. Ein großes zusammenhängendes Verbreitungsgebiet erstreckt sich von östlich der Anden von Venezuela bis in den Norden von Paraguay und den Südosten Brasiliens.

## Lebensweise
Die Weintaube ist eine scheue, heimlich lebende Waldtaube, die sich paarweise oder in kleinen Trupps in der Wipfelregion von Bäumen aufhält. Ihre Nahrung besteht aus einer großen Bandbreite von Früchten. Sie frisst außerdem in Brasilien die Beere von Misteln.
Weintauben brüten vermutlich ganzjährig, da Beobachtungen von nestbauenden oder brütenden Vögeln aus allen Monaten vorliegen. In Peru werden Weintauben zwar im Zeitraum von Juli bis November in größeren Trupps beobachtet, jedoch lassen die Männchen auch in dieser Zeit ihre Rufe hören und auch brütende Vögel wurden in diesem Zeitraum beobachtet. Balzende Männchen fliegen steil von einer bevorzugten Ansitzwarte auf und kehren zu dieser Ansitzwarte in einem flacheren, halbkreisförmigen Gleitflug zu dieser Ansitzwarte wieder zurück.
Das Nest ist eine lose Plattform, die gewöhnlich fünf bis 30 Meter über dem Erdboden in Wipfeln von Bäumen errichtet wird, die einen Bewuchs aus Schlingpflanzen aufweisen. Das Gelege besteht mit großer Sicherheit aus lediglich einem Ei.

## Unterarten
Es werden sechs Unterarten unterschieden.
- Patagioenas plumbea bogotensis (Berlepsch & Leverkühn, 1890)[6] kommt in den Ostanden vom westlichen Venezuela bis ins westliche Bolivien vor.
- Patagioenas plumbea chapmani (Ridgway, 1916)[7] ist im Westen Kolumbiens bis in den Nordwesten Perus verbreitet.
- Patagioenas plumbea pallescens (Snethlage, E, 1908)[8] kommt im Osten Ecuadors, dem Osten Perus und dem westlichen Amazonasgebiet Brasiliens vor.
- Patagioenas plumbea wallacei (Chubb, C, 1918)[9] ist im Osten Venezuelas, in Guyana, Suriname, Französisch-Guayana und dem östlichen Amazonasgebiet Brasiliens verbreitet.
- Patagioenas plumbea baeri (Hellmayr, 1908)[10] kommt im östlichen zentralen Brasilien vor.
- Patagioenas plumbea plumbea (Vieillot, 1818)[11] ist im südöstlichen Brasilien und in Paraguay verbreitet.

## Etymologie und Forschungsgeschichte
Die Erstbeschreibung der Weintaube erfolgte 1818 durch Louis Pierre Vieillot unter dem wissenschaftlichen Namen Columba plumbea. Das Typusexemplar wurde von Pierre Antoine Delalande in Brasilien gesammelt. 1853 führte Ludwig Reichenbach die Gattung Patagioenas ein. Der Begriff leitet sich vom griechischen παταγη patagē für klappern, klatschen und οινας, οιναδος oinas, oinados für Taube ab. Der Artname »plumbea« leitet sich von lateinisch plumbeus, plumbum ‚bleihaltig, bleifarben, bleiern‘ ab. »Chapmani« ist Frank Michler Chapman gewidmet, »wallacei« Alfred Russel Wallace und »baeri« Gustav Adolf Baer. »Bogotensis« zielt auf das Verbreitungsgebiet Bogotá. »Pallescens« hat seinen Ursprung in lateinisch pallescentis, pallescere, pallere ‚bleichfarben, geblich, bleich werden, bleich sein‘. Columba locutrix Wied, 1821 gilt heute als Synonym zur Nominatform, Columba plumbea delicata Berlepsch & Sztolcman, 1902 als Synonym zu P. p. bogotensis. »Locutrix« leitet sich von lateinisch locutricis, locutor, locutoris, loqui ‚Weiblicher Redner, Redner Sprecher, sprechen‘ ab, »delicata« von lateinisch delicatus, deliciae ‚zierlich, schön, zart, Freuden, Verlockungen, Kuriositäten‘. Alfred Laubmann führte die Taube in Die Vögel von Paraguay als Columba plumbea und weist darauf hin, dass bis die Art zu diesem Zeitpunkt nur Arnaldo de Winkelried Bertoni bei Puerto Bertoni in Paraguay beobachtet hatte.

## Einzelbelege
1. 1 2 3  Gibbs, Barnes und Cox: Pigeons and Doves, S. 230.
2. ↑  Patagioenas plumbea in der Roten Liste gefährdeter Arten der IUCN 2016. Eingestellt von: BirdLife International, 2016. Abgerufen am 3. Oktober 2017.
3. 1 2 3  Gibbs, Barnes und Cox: Pigeons and Doves, S. 229.
4. ↑  Stimme der Weintaube auf Xeno Canto, aufgerufen am 24. September 2016
5. ↑  IOC World Bird List Pigeons
6. 1 2  Hans Hermann Carl Ludwig von Berlepsch u. a. (1890), S. 32
7. 1 2  Robert Ridgway (1916), S. 325
8. ↑  Maria Emilie Snethlage (1908), S. 22
9. 1 2  Charles Chubb (1918), S. 32
10. 1 2  Carl Eduard Hellmayr (1908), S. 91
11. 1 2  Louis Pierre Vieillot (1818), S. 358
12. ↑  Ludwig Reichenbach (1852), S. XXV
13. ↑  Patagioenas The Key to Scientific Names Edited by James A. Jobling
14. ↑  plumbea The Key to Scientific Names Edited by James A. Jobling
15. ↑  pallescens The Key to Scientific Names Edited by James A. Jobling
16. ↑  Maximilian zu Wied-Neuwied (1821), S. 118 in der Fußnote
17. ↑  Hans Hermann Carl Ludwig von Berlepsch u. a. (1902), S. 44
18. ↑  locutrix The Key to Scientific Names Edited by James A. Jobling
19. ↑  delicata The Key to Scientific Names Edited by James A. Jobling
20. ↑  Alfred Laubmann (1939), S. 133
21. ↑  Arnaldo de Winkelried Bertoni (1919), S. 256